# L'Homme qui en savait trop... peu
 (mai 2025).
Si vous disposez d'ouvrages ou d'articles de référence ou si vous connaissez des sites web de qualité traitant du thème abordé ici, merci de compléter l'article en donnant les références utiles à sa vérifiabilité et en les liant à la section « Notes et références ».
Pour plus de détails, voir Fiche technique et Distribution.
L'Homme qui en savait trop… peu ou L'agent fait l'idiot au Québec (The Man Who Knew Too Little) est un film américain réalisé par Jon Amiel et sorti en 1997. Il s'agit d'une adaptation du roman Watch that man de Robert Farrar.

## Synopsis
À l'occasion de son anniversaire, Wallace Ritchie rend visite à son frère James, installé à Londres. Mais celui-ci est fort occupé à préparer un important dîner d'affaires. Pour se débarrasser, le temps d'une soirée, de son encombrant invité, James l'inscrit à une séance théâtrale interactive dans laquelle les acteurs sont immergés, en pleine rue, au cœur de l'action. Mais un quiproquo entraîne Wallace parmi de véritables agents secrets britanniques et russes, chargés d'un complot visant à ranimer la guerre froide. Persuadé de participer à une pièce très réaliste, Wallace Ritchie déjoue sans le vouloir tous les pièges et s'engage dans une folle course-poursuite.

## Fiche technique
- Titre original : The Man Who Knew Too Little
- Titre français : L'Homme qui en savait trop… peu
- Titre québécois : L'agent fait l'idiot
- Réalisation : Jon Amiel
- Scénario : Howard Franklin, d'après le roman Watch that man de Robert Farrar
- Musique : Christopher Young
- Costumes : Janty Yates
- Photographie : Robert Stevens
- Production : Arnon Milchan et Michael Nathanson
- Société de production et de distribution : Regency Enterprises (USA)
- Budget : 66 000 000 $ (estimation)
- Langue originale : anglais
- Genre : comédie, espionnage
- Durée : 95 minutes
- Date de sortie : 14 novembre 1997[Où ?]

## Distribution
- Bill Murray (VF : Patrick Guillemin) (VQ : Marc Bellier) : Wallace Ritchie
- Joanne Whalley (VF : Françoise Cadol) (VQ : Élise Bertrand) : Lori
- Peter Gallagher (VF : Pierre-François Pistorio) (VQ : Pierre Auger) : James Ritchie
- Richard Wilson (VF : William Sabatier) (VQ : Ronald France) : Sir Roger Daggenhurst
- Alfred Molina (VF : Igor De Savitch) (VQ : Pierre Chagnon) : Boris Blavasky
- John Standing (VF : Yves Barsacq) (VQ : Vincent Davy) : Gilbert Embleton
- Nicholas Woodeson (VF : François Dunoyer) (VQ : Mario Desmarais) : Sergei Nikolaievitch
- Simon Chandler (VF : Georges Caudron) (VQ : Daniel Lesourd) : Hawkins
- Cliff Parisi (VF : Lionel Henry) (VQ : Sylvain Hétu) : Youri
- John Thomson (en) (VF : Jacques Bouanich) (VQ : Manuel Tadros) : Dimitri
- Anna Chancellor (VF : Muriel Naigeon) (VQ : Nathalie Coupal) : Barbara Ritchie
- Geraldine James (VF : Michèle Lituac) (VQ : Diane Arcand) : Dr Ludmilla Krapotkin
- Donald Pickering (VF : Patrick Préjean) : Sir Duncan
- Roger Morlidge (VF : Patrice Dozier) : Cochrane

## Référence cinématographique
Dans la scène finale du film, un agent de la CIA du nom de Venkman approche Wallace et lui tend un rafraîchissement. Il s'agit d'un clin d'œil au personnage de Bill Murray dans la franchise SOS Fantômes, où il campe le docteur Peter Venkman.